# Schola Cantorum Achel
De Schola Cantorum Achel is een schola cantorum initieel actief in de abdij van Achel sinds 1968.
Dit gregoriaans koor werd in 1968 opgericht door Bartel Follon (1925-2013). Niet toevallig in die periode, toen na het Tweede Vaticaans Concilie de liturgie in Vlaanderen werd vernederlandst, en men de Gregoriaanse traditie toch wilde behouden. Het koor was aanvankelijk sterk verbonden met de trappistenabdij van Achel. Het treedt sindsdien regelmatig ook op in andere kerken van Achel en omstreken. Meer en meer trad het koor ook naar buiten om het Gregoriaans uit te dragen, in België en buiten de landsgrenzen. Sinds september 2012 staat de schola onder leiding van Wim Truyen.
Er waren o.m. optredens in Parijs, Chartres, Solesmes, Rome, Praag, Lisieux, Brussel en Keulen.
Jaarlijks wordt op de eerste zondag van de Advent het Gregoriaans Uur georganiseerd.
Elke maand verzorgt de schola op de vierde zondag de eucharistie. Voor de juiste plaats en data zie de website.